# Bohumil Váňa
Bohumil Váňa, född 17 januari 1920 i Prag, död 4 november 1989, är en före detta tjeckoslovakisk bordtennisspelare och världsmästare i singel, dubbel, mixed dubbel och lag. 
Han spelade sitt första VM 1935 och 1955, 20 år senare sitt 12:e och sista.
Under sin karriär tog han 30 medaljer i Bordtennis VM; 13 guld, 10 silver och 7 brons. De tyngsta titlarna var de två i singel 1938 och 1947.

## Halls of Fame
- 1993 valdes han in i International Table Tennis Foundation Hall of Fame.

## Meriter
- Bordtennis VM
  - 1935 i London
    - 2:a plats med det tjeckoslovakiska laget

  - 1936 i Prag
    - 3:e plats med det tjeckoslovakiska laget

  - 1937 i Baden
    - 1:a plats mixed dubbel (med Vera Votrubcova)
    - 3:e plats med det tjeckoslovakiska laget

  - 1938 i London
    - 1:a plats singel
    - 2:a plats mixed dubbel (med Vera Votrubcova)
    - 3:e plats med det tjeckoslovakiska laget

  - 1939 i Kairo
    - 3:e plats singel
    - 1:a plats mixed dubbel (med Vera Votrubcova)
    - 1:a plats med det tjeckoslovakiska laget

  - 1947 i Paris
    - 1:a plats singel
    - 1:a plats dubbel (med Adolf Šlár)
    - 1:a plats med det tjeckoslovakiska laget

  - 1948 i London
    - 2:a plats singel
    - 1:a plats dubbel (med Ladislav Štípek)
    - 2:a plats mixed dubbel (med Vlasta Pokorná-Depetrisová)
    - 1:a plats med det tjeckoslovakiska laget

  - 1949 i Stockholm
    - 2:a plats singel
    - 2:a plats dubbel (med Ladislav Štípek)
    - 2:a plats mixed dubbel (med Kveta Hruskova)
    - 2:a plats med det tjeckoslovakiska laget

  - 1950 i Budapest
    - 3:e plats dubbel (med Ladislav Štípek)
    - 2:a plats mixed dubbel (med Kveta Hruskova)
    - 1:a plats med det tjeckoslovakiska laget

  - 1951 i Wien
    - 1:a plats dubbel (med Ivan Andreadis)
    - 1:a plats mixed dubbel (med Angelica Rozeanu)
    - 1:a plats med det tjeckoslovakiska laget

  - 1953 i Bukarest
    - 3:e plats dubbel (med Ivan Andreadis)
    - 3:e plats med det tjeckoslovakiska laget

  - 1955 i Utrecht
    - 2:a plats med det tjeckoslovakiska laget

- Internationella mästerskap 
  - 1936 Zoppot - 2:a plats singel, 2:a plats dubbel (med  Stanislav Kolár)
  - 1937 Berlin - 1:a plats singel, 1:a plats dubbel (med G.Meschede)
  - 1938 Krefeld - 2:a plats singel, 1:a plats dubbel (med Miloslav Hamr)
  - 1939 England - 2:a plats singel
  - 1946 England - 1:a plats singel, 1:a plats dubbel (med Adolf Šlár)
  - 1947 England - 1:a plats dubbel (med  Adolf Šlár)